# Linda Eshun
Linda Eshun (Sekondi-Takoradi, 5 agosto 1992) è una calciatrice ghanese, difensore del Grindavík e della nazionale ghanese.

## Carriera

### Club
Linda Eshun inizia la sua carriera calcistica in patria, giocando nelle giovanili della Hasaacas Ladies, la sezione femminile del Sekondi Hasaacas, fino al 2010, anno in cui decide di trasferirsi negli Stati Uniti d'America per completare gli studi alla Robert Morris University Illinois. Qui entra a far parte della sezione di atletica, continuando l'attività sportiva nella squadra di calcio femminile universitario, le Robert Morris Eagles, rimanendo per tre anni fino al termine del percorso scolastico.
Dopo il suo ritorno in Ghana ritorna alla sua vecchia squadra con la quale vince i campionati 2013 e 2014.
Nel maggio 2015 coglie l'occasione per giocare nuovamente all'estero; la società si accorda con il Víkingur, club islandese che milita in 1. deild kvenna, secondo livello del campionato nazionale, per cedere la propria tesserata in prestito. Eshun gioca la stagione 2015 in 1. deild kvenna B, collezionando 10 presenze e segnando una rete, prima di rientrare in patria a campionato concluso nell'inverno 2015.
Nel maggio 2016 ritorna in Islanda, ancora con la formula del prestito ma questa volta al Grindavík, contribuendo alla promozione della squadra dalla 1. deild kvenna a fine campionato. Eshun rimane alla società di Grindavík anche per il campionato di Úrvalsdeild kvenna 2017, con la squadra che classificandosi al settimo posto raggiunge la zona salvezza, e il successivo.

### Nazionale
Nel 2008 Eshun viene convocata dalla federazione calcistica del Ghana per vestire la maglia della formazione Under-17 al Mondiale di Nuova Zelanda 2008.
Due anni più tardi passa alla Under-20 impegnata al Mondiale di Germania 2010.
Dalla primavera 2014 è selezionata nella nazionale maggiore.

## Palmarès

### Club
- Campionato ghanese femminile: 3

Hasaacas Ladies: 2013, 2014, 2015
- Campionato islandese femminile di seconda divisione: 1

Grindavík: 2016

### Nazionale
- Campionato africano u-20 femminile: 1

2012